# أجاكس الأكبر

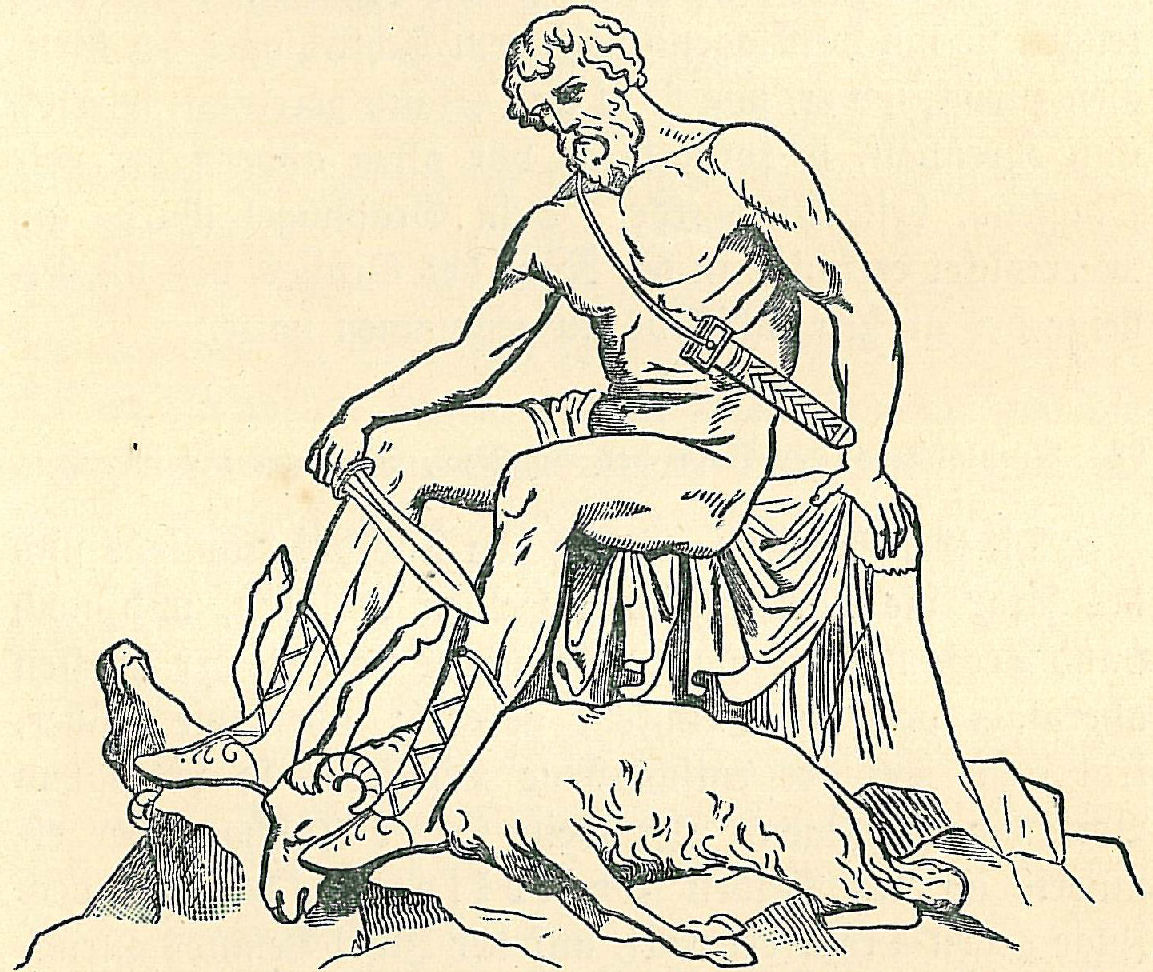
إياس

أجاكس أو آياس في الأساطير اليونانية القديمة كان بطلاً عظيماً يأتي في المقام بعد آخيل. أطلق عليه اسم أجاكس "الأكبر"، لتمييزه عن أجاكس "الأصغر".

## حرب طروادة

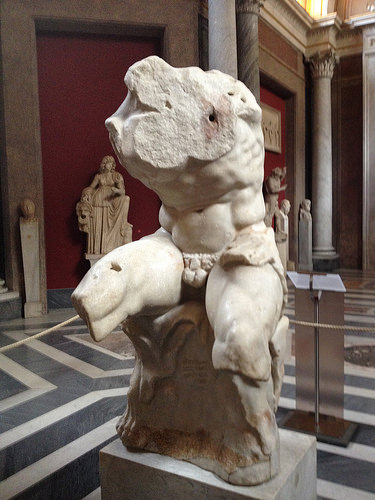
جذع بلفيدير، تمثال رُخامي يعود إلى القرن الأول قبل الميلاد يُعتقد بانه يصور أجاكس وهو يتأمل انتحاره.

أجاكس مثله مثل العديد من الأبطال، شارك في حرب طروادة وأبلى فيها بلاءً حسناً، إلى أن انتهت الحرب. بعد مقتل آخيل اختلف مع أوليس على درع وسلاح آخيل، فاقتتلا سوياً واحتكما إلى الجنود الذين حكموا لأوليس فانتقل أجاكس وأعلن الحرب على الإغريق وذهب كي يقتل الجيش الإغريقي بقيادة أوليس. لكن أثينة تصدت له وجعلته يقتل قطيعاً من الخراف وهو يظن أنهم الجيش الإغريقي، وعندما أفاق، ندم وشعر بالخزي والعار فانتحر.

## معرض صور

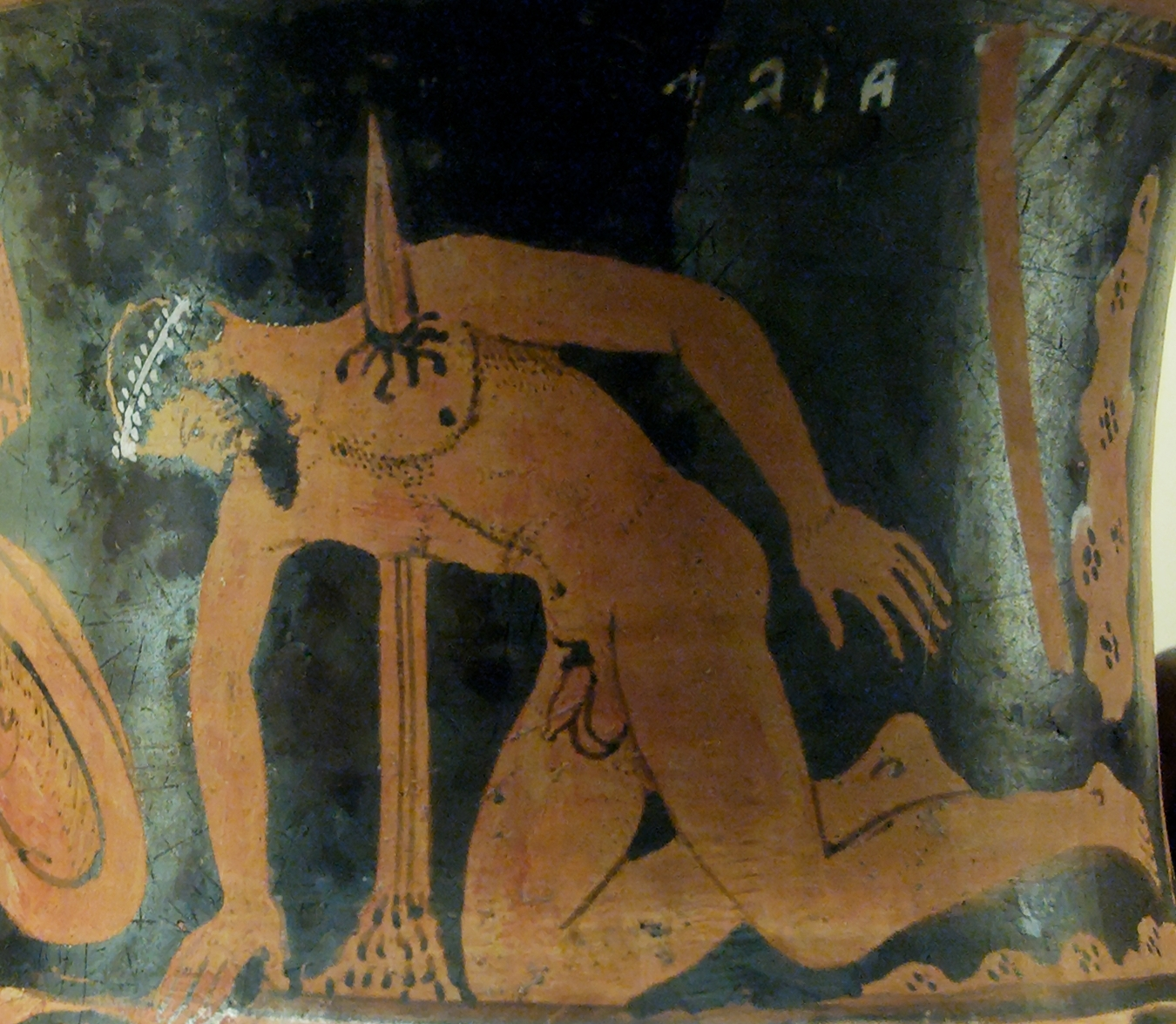
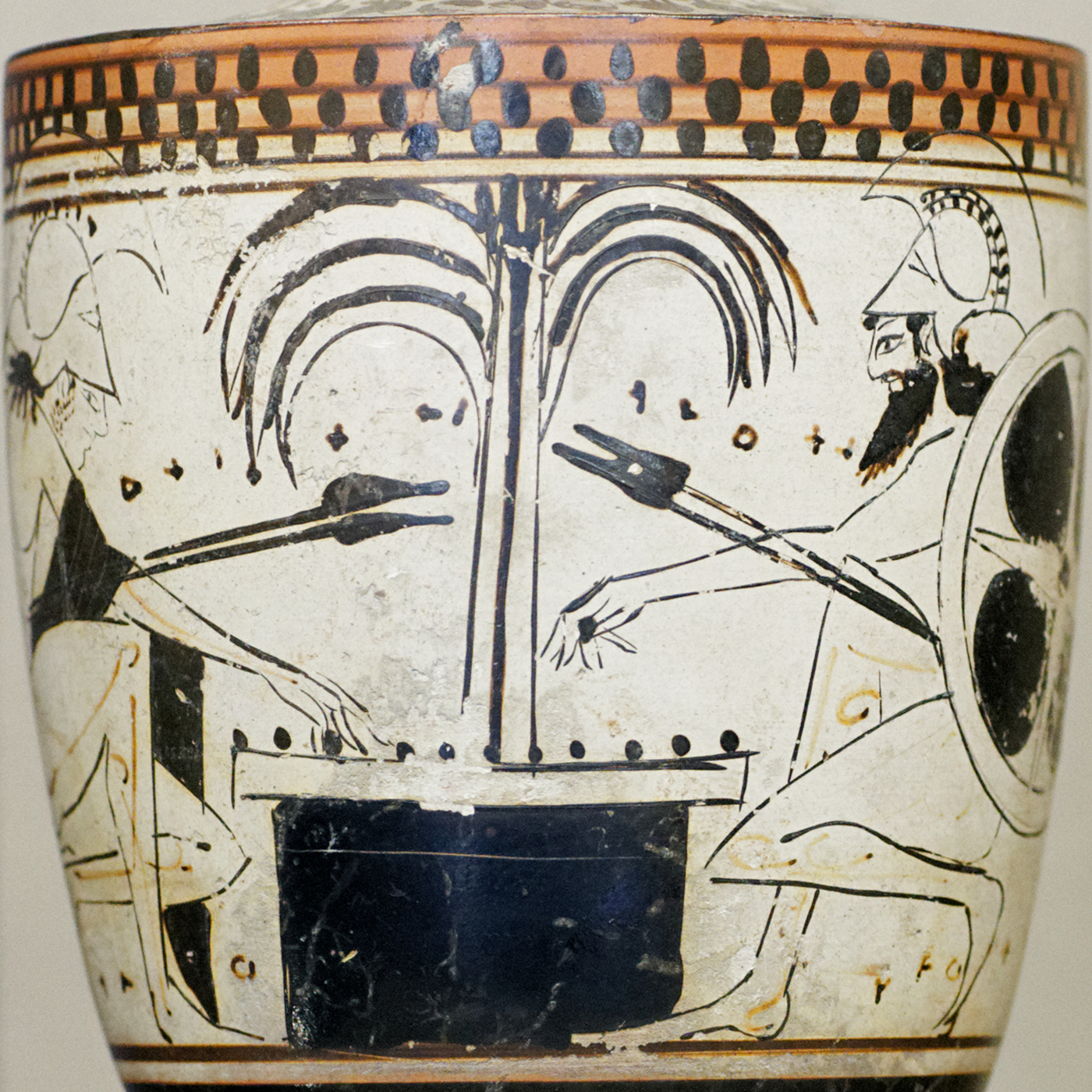
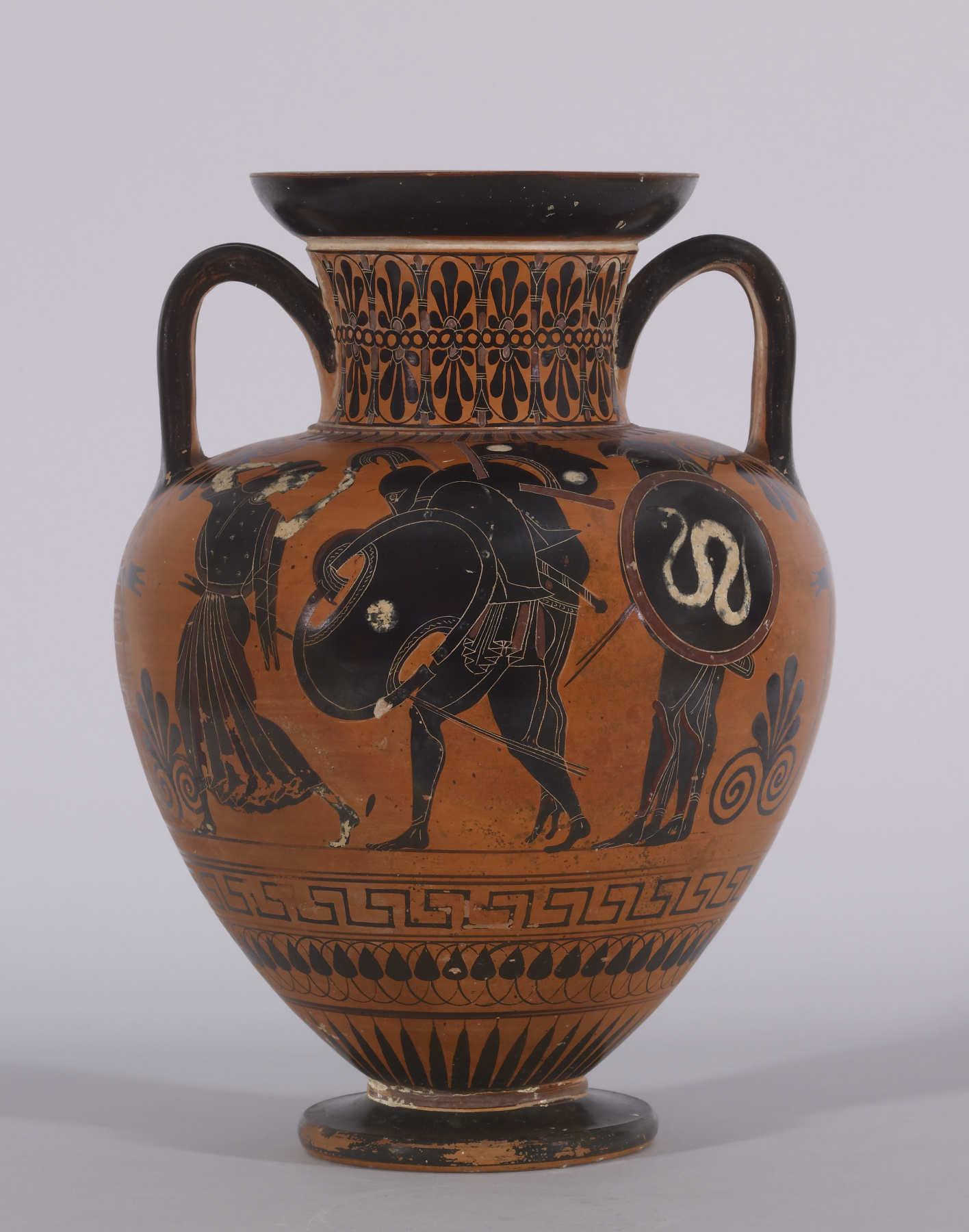